# Рудзите, Илзе Рихардовна
И́лзе Ри́хардовна Ру́дзите (24 января 1937, Рига, Латвия — 26 января 2022) — художница-живописец и график. Член Союза художников России (1968).

## Биография
Родилась и выросла в Риге, в семье известных деятелей культуры Латвии Эллы Рейнгольдовны и Рихарда Яковлевича Рудзитис. Училась в художественной школе им. Я. Розенталя, с 1956 по 1963 год — в Академии художеств Латвийской ССР на отделении станковой живописи. После окончания, вместе с мужем Л. Р. Цесюлевичем, последовали совету Ю. Н. Рериха, с которым ранее встречались в Москве — переехали жить на Алтай, в Барнаул. Благодаря им появились первые исследования об алтайском этапе центрально-азиатской экспедиции Н. К. Рериха. На доме В. С. Атаманова в Верх-Уймоне в 1974 году была установлена мемориальная доска, посвящённая пребыванию там экспедиции Рериха в 1926 году. Художники способствовали созданию Государственного музея истории литературы, искусства и культуры Алтая, основанного 8 сентября 1989 года в Барнауле.
С 1964 года — участница краевых, зональных, республиканских, всесоюзных, международных и зарубежных выставок. Среди них: Всесоюзная выставка молодых художников, Москва (1972), Всесоюзная выставка «Слава труду», Москва (1975), республиканская выставка «Земля и люди», Москва (1972), республиканская выставка «Советская Россия», Москва (1975), республиканская выставка «Художники России», Москва (1978) и другие. На мировоззрение художницы оказали значительное влияние личности её отца, латышского писателя, просветителя Р. Я. Рудзитиса и художника, мыслителя-гуманиста Н. К. Рериха. По мнению искусствоведов, творчество художницы пронизано светлой духовностью, тяготением к символическим образам, обращением к проблемам нравственности и общечеловеческим ценностям. Она привнесла в алтайскую живопись особую декоративную манеру, высокое художественное мастерство и философскую глубину образов.
В 1984—1991 годах преподавала рисование, живопись и композицию в Новоалтайском художественном училище. Вела авторский лекторий. Занималась канонической иконописью. В 1993 году обучалась во Всероссийском реставрационном центре им. Э. Грабаря на отделении древнерусского искусства. Совместно с художником В. Л. Лавриновым (и самостоятельно) ею написано более 40 икон, распятий и росписей для храмов и монастырей Алтайского края и Усть-Коксинской церкви (Республика Алтай).
Персональные выставки прошли во многих городах: Барнаул (1974 и др.), Новосибирск (1975), Ленинград (1989), Рига (1990), Москва (1990), Одесса (1995), Белгород (1997), Алма-Ата, Улан-Батор, Рига, Берлин, Даллас (США), Бергамо (Италия). Серия передвижных выставок художницы по городам Сибири: Новокузнецк, Прокопьевск, Кемерово, Томск, Бийск, Горно-Алтайск, Белово, Междуреченск, Новосибирск.
Награждена медалью «За доблестный труд. В ознаменование 100-летия со дня рождения В. И. Ленина» (1970), серебряной медалью «Духовность, традиции, мастерство» Союза художников России (2017), медалью «За заслуги перед обществом» Алтайского края (2017). Член Объединения художников г. Бергамо, Италия (1995).
Работы хранятся в музеях, картинных галереях, частных собраниях в России: Барнаул, Томск, Бийск, Извара, Северобайкальск, Мульта; зарубежных коллекциях: Италия, Швейцария, Латвия, Украина, Литва, Германия, США, Франция.
Жила в Мульте (Республика Алтай).
Скончалась 26 января 2022 года.